# Blanot (Côte-d’Or)
Blanot ist ein französischer Ort und eine Gemeinde (commune) mit 120 Einwohnern (Stand: 1. Januar 2022) im Département Côte-d’Or in der Region Bourgogne-Franche-Comté.

## Lage und Klima
Blanot liegt in einer Höhe von ca. 410 m am Flüsschen Plaine, das zum Ternin, einem Nebenfluss des Arroux, hin entwässert. Nächstgelegene Großstadt ist Dijon (ca. 75 km Fahrtstrecke östlich); sehenswert sind die ca. 15 km nördlich gelegene Kleinstadt Saulieu oder die Römerstadt Autun (ca. 27 km südlich). Das Klima ist gemäßigt; Regen (ca. 800 bis 1000 mm/Jahr) fällt überwiegend im Winterhalbjahr.

## Bevölkerungsentwicklung
| Jahr                       | 1800 | 1851 | 1901 | 1954 | 1999 | 2020 |
| Einwohner                  | 422  | 661  | 612  | 246  | 148  | 123  |
| Quellen: Cassini und INSEE |      |      |      |      |      |      |

Aufgrund der Mechanisierung der Landwirtschaft und der Aufgabe von bäuerlichen Kleinbetrieben („Höfesterben“) ist die Einwohnerzahl der Gemeinde seit Beginn des 20. Jahrhunderts deutlich zurückgegangen.

## Sehenswürdigkeiten
- Romanische katholische Kirche Saint-Andoche-et-Saint-Thyrse; heute Friedhofskapelle[1]
- Waschhaus (lavoir)

## Sonstiges
Der Schatz von Blanot (französisch Dépôt de Blanot) wurde im Jahr 1983 gefunden. Die Objekte sind im Archäologischen Museum von Dijon zu sehen.